# 1030'erne
Århundreder: 10. århundrede – 11. århundrede – 12. århundrede
Årtier: 980'erne 990'erne 1000'erne 1010'erne 1020'erne – 1030'erne – 1040'erne 1050'erne 1060'erne 1070'erne 1080'erne
År: 1030 1031 1032 1033 1034 1035 1036 1037 1038 1039